# Phnom Penh Safari World
Phnom Penh Safari World är en djurpark i staden Phnom Penh i Kambodja. 

## Historik och utformning
Parken som har en areal av över 80 hektar land, öppnades för publik under våren 2018, tog två år att bygga, och finns  i Chrouy Changva district, strax norr om stadens största golfbana, i utkanten av den norra delen av centrala Phnom Penh, en stad som förut saknat en djurpark sedan grindarna stängdes till Mekong Island Zoo, en mindre privatägd djurpark, grundad av en fransman på en ö i Mekongfloden. Någon timme utanför Phnom Penh finns däremot en större djurpark, Phnom Tamao Zoo, men som på grund av avståndet och de dåliga vägarna har dåliga besökssiffror, varför en nyanlagd djurpark strax utanför stadskärnan anses bättre kunna fylla rekreationsbehov för den växande medelklassen i Phnom Penh.
Man planerar att förutom att hålla djuren i undervisningssyfte, även visa dem under showliknande vis, bland annat nämns krokodilshow, fågelshow, orangutangshow och tigershow.

## Djurbestånd
Bland större däggdjur kan ses asiatisk elefant (Elephas maximus), tiger (Panthera tigris), struts (Struthio camelus) giraff (Giraffa camelopardalis), samt olika arter av björnar, känguru, hjortar och andra gräsätare. reptiler som krokodiler samt ett antal arter av olika fåglar skall ingå djurfaunan. Djurantalet planeras senare att utökas till över 800 djur.
Parkens djurbestånd kommer till stor del från den tidigare djurparken Koh Kong Safari Park, vilken låg i den sydvästra staden Koh Kong., medan andra djur som de två asiatiska elefanterna, elefanttjuren Kiri och honan Seila, har transporterats hit från Kampot Zoo utanför staden Kampot, och tre andra elefanter har lånats in från parker i Thailand,

## Grundare och ägare
Grundare av Safari World Phnom Penh är Ly Yong Phat, kambodjansk affärsman och ägare av L.Y.P Group Company Limited. vilka även ägde den tidigare djurparken Koh Kong Safari World i Koh Kong.

## Omgivningar
L.Y.P Group bygger också hotell och restauranger i anslutning till ett större parkområde som avses bli ett attraktivt framtida rekreationsområde för stadsbor i Phom Penh och internationella turister.

## Angkor Water Park
I anslutning till denna zooanläggning planerar man att bygga Angkor Water Park en tematiserad vattenpark som skall bli störst i Asien och som skall efterlikna det gamla tempelkomplexet Angkor Wat vid staden Siem Reap.

### Fotnoter
1. 1 2 3 4 5 6  ”Safari World Phnom Penh”. L.Y.P Group Company Limited. Arkiverad från originalet den 29 oktober 2018. https://web.archive.org/web/20181029141349/http://lypgroup.com/safari-world.php. Läst 7 november 2018.
2. ↑  ”Lista över elefanter som hållits i Phnom Penh Safari World, Koehl D. Webbplats elephant.se”. Arkiverad från originalet den 7 november 2018. https://web.archive.org/web/20181107105533/https://www.elephant.se/location2.php?location_id=2904&show=6. Läst 7 november 2018.
3. ↑  ”Safari World Phnom Penh to open in April”. Arkiverad från originalet den 7 november 2018. https://web.archive.org/web/20181107104122/http://www.construction-property.com/read-news-1028/. Läst 7 november 2018.